# Vigheffio
Vigheffio è una frazione del comune di Parma, appartenente al quartiere Molinetto.
La località è situata 6,64 km a sud-ovest del centro della città.

## Geografia fisica
Vigheffio sorge in posizione pianeggiante sulla sponda sinistra del torrente Baganza.

## Storia
Il borgo medievale di Vicheffulo fu menzionato per la prima volta con altre località nel 962 nell'atto in cui l'imperatore del Sacro Romano Impero Ottone I di Sassonia riconobbe al vescovo di Parma Oberto l'autorità, oltre che sulla città, anche su 3 miglia di contado intorno a essa. Nel 989 il re d'Italia Ottone III di Sassonia confermò al vescovo Sigefredo II i diritti su Parma e su numerosi castelli e borghi del Parmense, tra cui Vicoeffuli a meridie della città.
La più antica testimonianza dell'esistenza della chiesa del villaggio risale invece al 1230.
Per effetto dei decreti napoleonici, nel 1806 Vigheffio divenne frazione del nuovo comune (o mairie) di San Martino Sinzano; in seguito alla soppressione dell'ente nel 1866, il territorio di Vigheffio fu inglobato dal comune di San Pancrazio Parmense, a sua volta sciolto e assorbito da quello di Parma nel 1943.

## Monumenti e luoghi d'interesse

### Chiesa di San Giacomo Apostolo

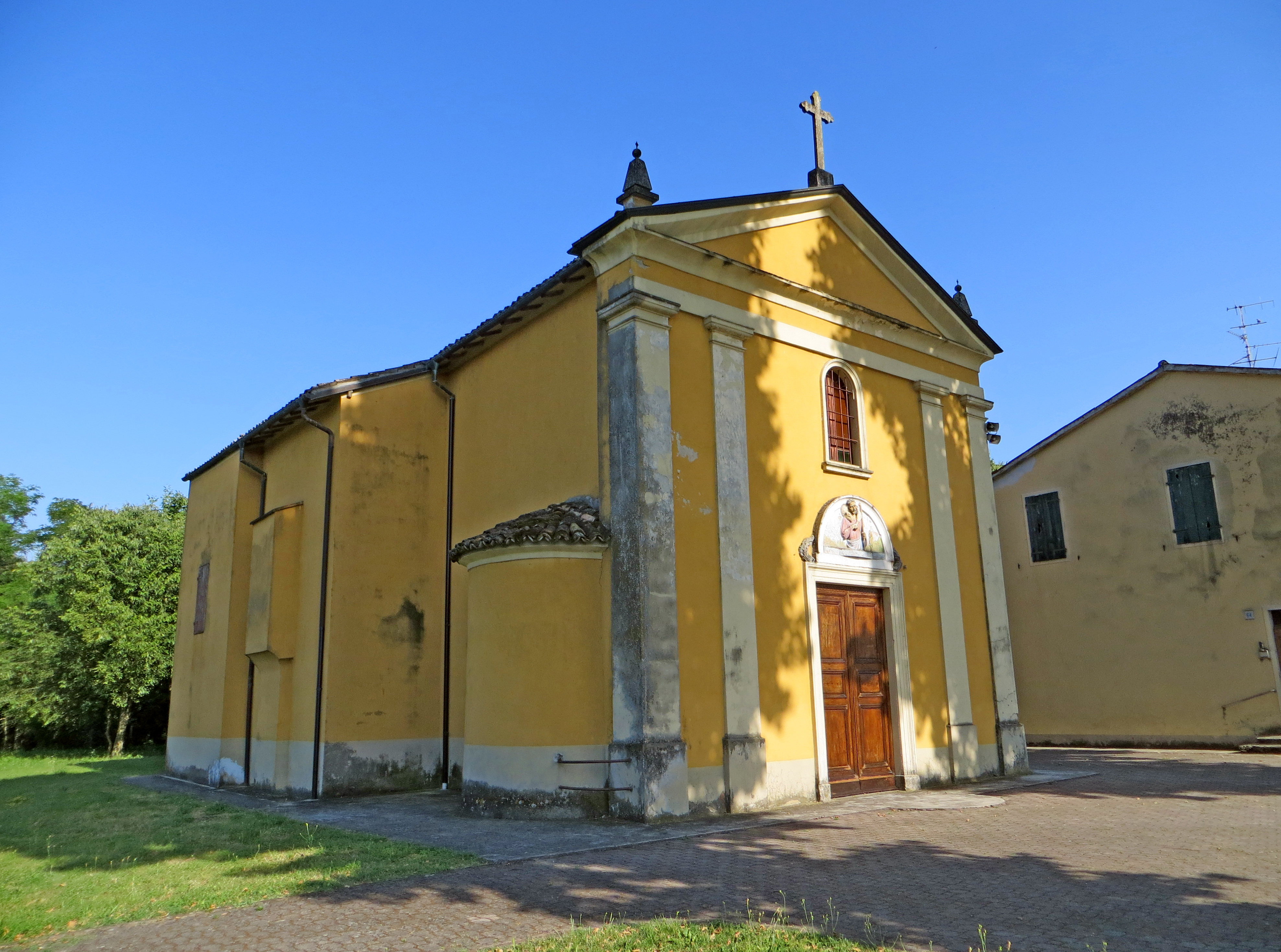
Chiesa di San Giacomo Apostolo

Menzionata per la prima volta nel 1230 quale cappella dipendente dalla pieve di Gaione, la chiesa, elevata a sede di parrocchia verso il 1578, fu ristrutturata nel XVIII secolo in stile neoclassico; modificata internamente nel 1837 con la sostituzione delle capriate della navata con una volta a botte su finanziamento della duchessa di Parma Maria Luigia, fu restaurata e decorata nel 1940.

### Villa Spreafichi
Costruita intorno al 1830 per volere dell'ingegner Carlo Spreafichi su un terreno in precedenza appartenuto alle domenicane, la villa, ereditata dai suoi discendenti, fu affittata al regista Julien Duvivier durante le riprese di Don Camillo nel 1952. L'edificio, sviluppato su una pianta rettangolare, si eleva su due livelli principali fuori terra; all'interno l'androne passante dà accesso ai vari ambienti; il parco è piantumato con vari alberi secolari.

### Villa Dalla Rosa
Costruita nella prima metà del XIX secolo in adiacenza a un oratorio neoclassico eretto nel 1770, la villa, commissionata da Enrico Gambara, dopo alcuni anni fu venduta al notaio Parolini; alienata nel 1860 al marchese Giulio Dalla Rosa, fu in seguito modificata con la costruzione di due piccole ali laterali. L'edificio, sviluppato su una pianta rettangolare, si eleva su due livelli principali fuori terra, oltre al sottotetto; la simmetrica facciata presenta nel mezzo l'ampio portale d'ingresso, sormontato dal balconcino del primo piano; al centro del tetto si erge una piccola torre con finestre a serliana, coronata da un terrazzino balaustrato; dai prospetti laterali aggettano due modesti avancorpi, sormontati da terrazze; all'interno l'androne passante è coperto da una volta a botte, ornata con un motivo dipinto a rosoni; accanto alla cancellata si erge l'oratorio della Natività della Vergine Maria, con facciata tripartita da lesene a sostegno del frontone triangolare di coronamento; il parco è piantumato con alberi d'alto fusto.

### Villa Passerini
Costruita forse già nel XVII secolo quale casino di campagna, la villa fu alienata nel 1845 dalla famiglia Cortesi a Luigi Passerini, che la fece ristrutturare e decorare, per poi trasmetterla ai suoi discendenti. L'edificio, situato nei pressi della chiesa di San Giacomo Apostolo ma già nel territorio comunale di Collecchio, si sviluppa su una pianta quadrata e si eleva su due livelli principali fuori terra, oltre al sottotetto; la simmetrica facciata presenta nel mezzo l'ampio portale ad arco a tutto sesto, sormontato da un finestrone di forma analoga; all'interno l'androne passante è coronato da una volta a vela, così come alcune delle sale adiacenti, una delle quali è ornata nelle lunette con una serie di dipinti raffiguranti piccoli scudi, eseguiti da Giorgio Scherer.